# Music & Messages

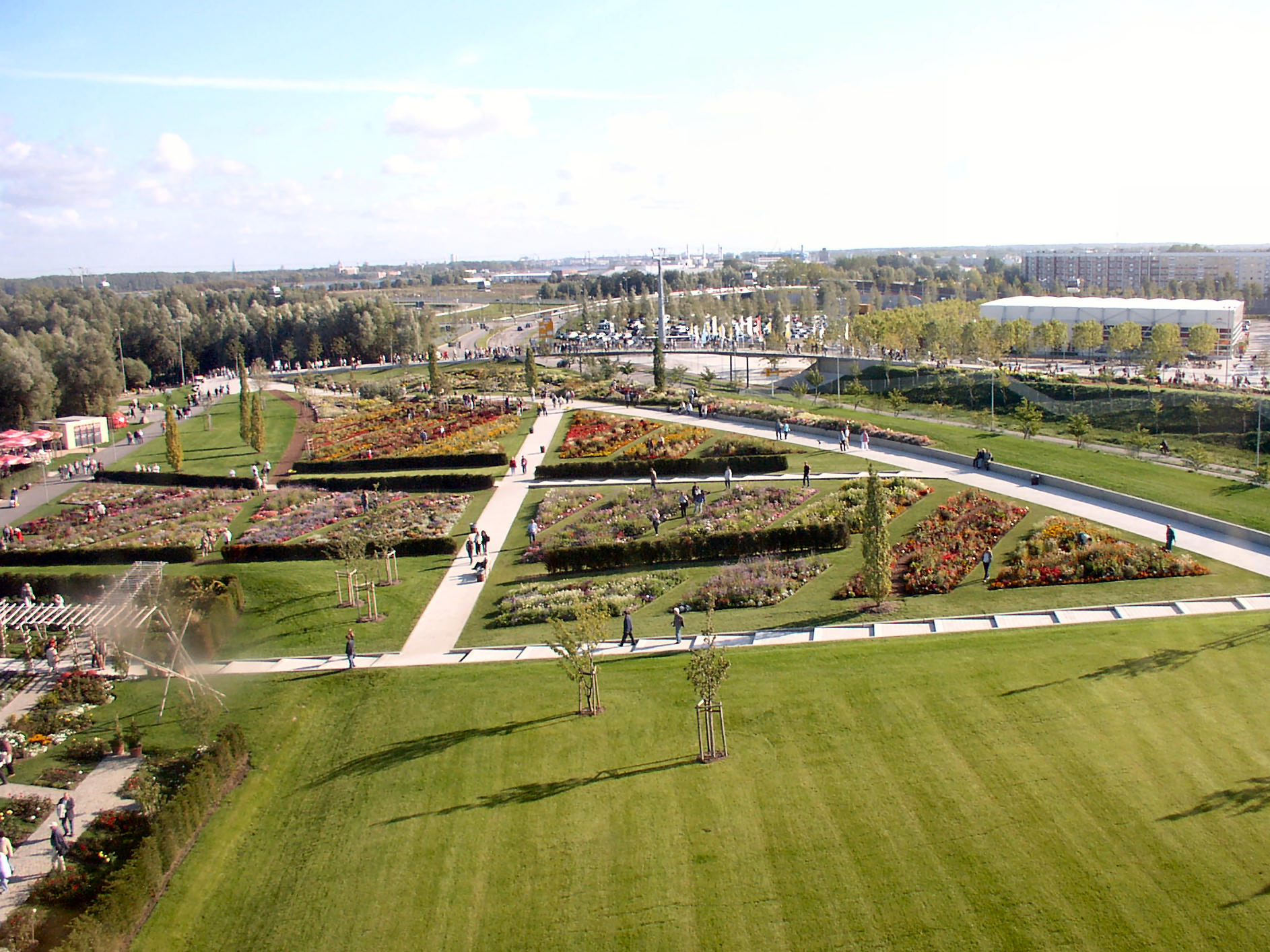
IGA-Gelände in Rostock

Music & Messages war das Motto eines Rostocker Musikfestivals, welches am 7. Juni 2007 parallel zum 33. G8-Gipfel-Treffen in Heiligendamm stattfand. Es war eine Gegenveranstaltung zum G8-Gipfel, mit der Druck auf die Regierungschefs ausgeübt werden sollte, damit die reichen Industrieländer ein stärkeres entwicklungspolitisches Engagement durchführen und die UN-Millenniumsziele aus dem Jahr 2000 einhalten. Herbert Grönemeyer hatte das Konzert im Rahmen der Kampagne Deine Stimme gegen Armut initiiert. Weitere Namen für diese Aktion waren Grönemeyers Rockgipfel oder P8–Gipfel, wobei P8 für Poor Eight, das heißt für acht der ärmsten Länder der Welt steht.
Die sechsstündige Show, durch die Roger Willemsen und Sarah Kuttner führten, fand von 14.00 bis 20.00 Uhr auf dem ehemaligen IGA-Gelände im Rostocker Ortsteil Lütten Klein statt. 70.000 Besucher zahlten einen Eintrittspreis von 2,50 €.
Neben international oder deutschlandweit bekannten Interpreten wie Seeed, Sportfreunde Stiller, Silbermond, Die Fantastischen Vier, Die Toten Hosen, Bono, Youssou N’Dour, 2raumwohnung, Bob Geldof, den Beatsteaks und Herbert Grönemeyer traten auch Musiker aus den ärmsten Staaten der Welt auf, wie Bangla aus Bangladesch, Bassekou Kouyaté & Ngoni Ba aus Mali, Leo Muntu aus Sambia, Mo’ Some Big Noise aus Mosambik, Peter Miles aus Uganda oder Perrozompopo aus Nicaragua.
Jeder Künstler durfte maximal zwei Lieder vortragen. Dazwischen gab es Videoeinspielungen über die Armut in Bolivien, Uganda, Nicaragua, Sambia, Bangladesch, Mosambik, Kambodscha und Mali. In starken Botschaften wurden die Politiker immer wieder dazu aufgefordert, sich an ihre Entwicklungshilfe-Versprechen gegenüber den Entwicklungsländern zu halten.
Redner waren Bob Geldof, Wim Wenders, Nora Tschirner, Bono, Michael Mittermeier, Friedensnobelpreisträger Muhammad Yunus (Bangladesch), die Frauenrechtlerin Flor Martinez (Nicaragua), die Umweltschützerin Vandana Shiva (Indien), Theary C. Seng (Kambodscha), Paulino Guarachi Huanca (Bolivien), Margaret Kawooya (Uganda), Salomao Monyana (Journalist, Mosambik), Charity Musamba (Friedensforscherin, Sambia), Kumi Naidoo (Sprecher des Global Call to Action Against Poverty GCAP, Südafrika), Bischof Toribio Porco Ticona (Bolivien) und Jan Josef Liefers.
Vor allem Bono und Geldof zeigten sich in ihren Redebeiträgen tief enttäuscht über Angela Merkel, weil sie anstatt der erhofften 1,5 Mrd. € nur 700 Mio. € an Entwicklungshilfe für Afrika in Aussicht gestellt hat.

## Auftrittsreihenfolge

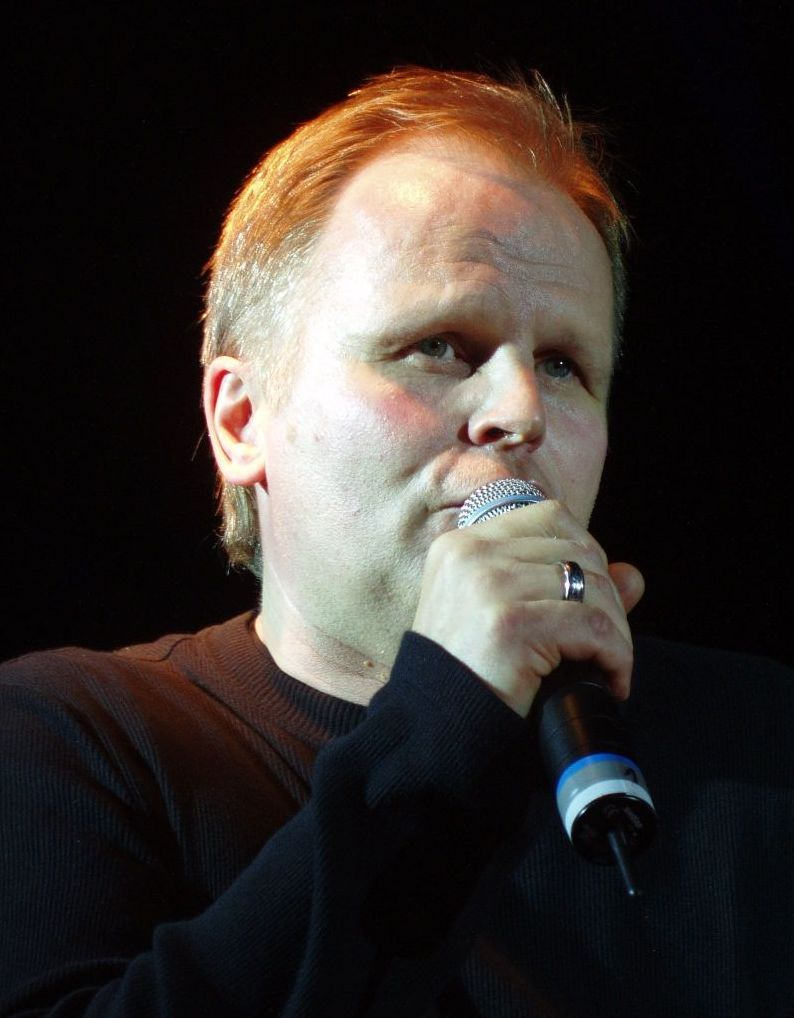
Herbert Grönemeyer, der Initiator des Konzerts

- Moderation auf der Bühne: Sarah Kuttner & Roger Willemsen
- Moderation hinter der Bühne: Cherno Jobatey

- Eröffnungsstatement von Sarah Kuttner, Roger Willemsen & Herbert Grönemeyer
- Seeed: Aufsteh'n, Dickes B
- Film: Bolivien
- Statement: Paulino Guarachi Huancha (Bolivien)
- Bangla (Bangladesch)
- Film: Bangladesch

- Statement: Muhammad Yunus
- Statement: Jan Josef Liefers

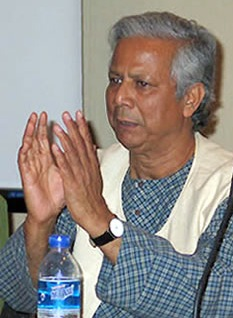
Muhammad Yunus richtete einen leidenschaftlichen Appell an die G-8-Staaten

- Beatsteaks: Love is what I got, Hello Joe/I don't care as long as you sing, It’s me against the world
- Film: Every 3 Seconds (Richard Curtis)
- Videobotschaft: Matt Damon
- Film: 50 Billion Pounds (Richard Curtis)
- Perrozompopo (Nicaragua)
- Statement: Flor Martinez (Nicaragua)
- Film: Nicaragua
- Statement: Nora Tschirner
- 2raumwohnung: 36°, Nimm mich mit

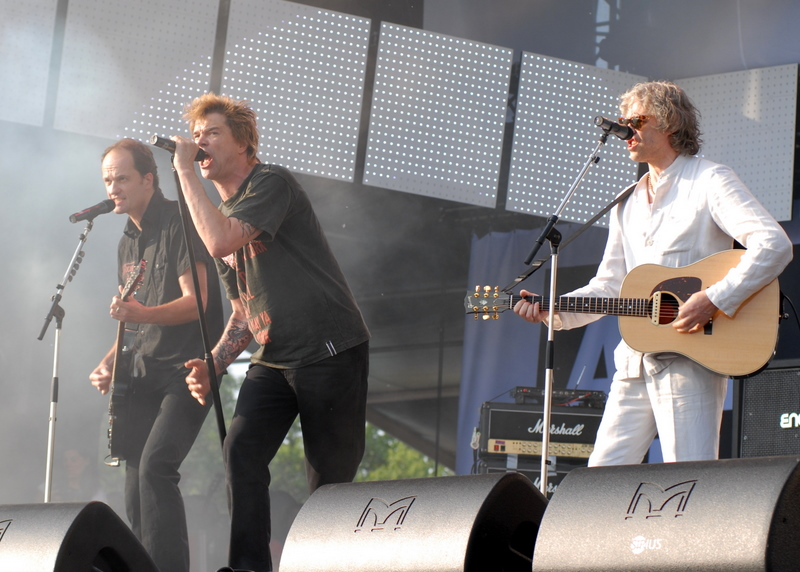
Gemeinsamer Auftritt von Campino und Bob Geldof

- Statement: Bischof Toribio Ticona (Bolivien)
- Peter Miles & Menshan (Uganda)
- Film: Uganda
- Statement: Margaret Kawooya
- Sportfreunde Stiller: Willkommen in einer neuen Zeit, Redemption Song/Wer ist Roger?
- Statement: Dr. Vandana Shiva (Indien)
- Film: Kambodscha
- Statement: Theary C. Seng (Kambodscha)
- Sarah Kuttner: Statement & Fingerschnippen (Click Spot)
- Mo’Some Big Noise (Mosambik): Africans Unite
- Michael Mittermeier: Statement & Tarzanschrei
- Silbermond: Meer sein, In Zeiten wie diesen
- Statement: Claudia Warning (Vorsitzende von VENRO)
- Film: Sambia
- Statement: Charity Musamba (Sambia)
- Leo Muntu & Menshan (Sambia)
- Film: Mosambik
- Statement: Salomao Moyana (Mosambik)
- Bassekou Kouyaté & Ngoni Ba (Mali)
- Die Fantastischen Vier: MFG, Einfach sein, Wir ernten, was wir säen
- Bassekou Kouyaté & Ngoni Ba
- Statement von Sarah Kuttner & Roger Willemsen: Begrüßung der Live-Zuschauer
- Statement: Wim Wenders
- Die Toten Hosen: Wünsch Dir was / 1000 Gute Gründe / Liebeslied / Steh' auf, wenn du am Boden bist (Auszug) / Angela Merkel gibt ne Party
- Die Toten Hosen & Bob Geldof: What’s so funny about Peace, Love and Understanding / All You Need Is Love (mit einem kurzen Instrumentalteil der deutschen Nationalhymne) / You’ll Never Walk Alone
- Youssou N’Dour: New Africa, Redemption Song (mit Bob Geldof und Bono), You never give me your money, you only give me your funny paper (mit Bob Geldof, Bono und Campino), Get Up, Stand Up (mit Bob Geldof und Bono)
- Film: Mali
- Statement: Kumi Naidoo (Südafrika, Weltweiter Initiator des Global Call to Against Poverty)
- Herbert Grönemeyer: Ein Stück vom Himmel, Mensch/Keep the Promise (mit Bono)
- Symbolische Übergabe von 1,4 Millionen gesammelter Stimmen

## Solidarität im Vorfeld
Die deutsche Punk-Rock-Band Die Ärzte hatte während ihres Auftrittes bei Rock am Ring, wo sie am 3. Juni als Headliner aufgetreten war, das Publikum dazu aufgerufen, das P8-Konzert zu besuchen.

## Übertragung
Das Konzert wurde teilweise von der ARD live übertragen, darüber hinaus wurde das ganze Konzert nachts ungekürzt auf Phoenix in einer Wiederholung ausgestrahlt. Außerdem war das Konzert bei MTV Deutschland zu sehen. Und auch AOL, einer der Hauptsponsoren der Veranstaltung, übertrug das Konzert via Podcast.

## P8 und LIVE 8
Herbert Grönemeyer, Michael Mittermeier, Silbermond, Die Fantastischen Vier, Wim Wenders, Cherno Jobatey, Die Toten Hosen/Campino, Bob Geldof, Youssou N’Dour, Bono und Kumi Naidoo waren sowohl bei P8 als auch bei LIVE 8 involviert.
Bob Geldof, Bono und Herbert Grönemeyer (gemeinsam mit der Band für Afrika) waren darüber hinaus bereits 1985 bei Live Aid mit dabei.